# Darinka Žbogar
Darinka Žbogar, slovenska bibliotekarka, * 16. januar 1925, Hrušica pri Jesenicah, Slovenija, † 14. julij 2014, Ilirska Bistrica.
Znana je kot dolgoletna ravnateljica Knjižnice Makse Samsa v Ilirski Bistrici in vsestranska kulturnica.

## Zgodnje življenje
Rodila se je mami Mariji iz Janeževega Brda in očetu Francu Urhu iz Smrij. Leta 1949 se je družina preselila v Ilirsko Bistrico. V tem času se je tudi poročila in se po mnogih selitvah z možem ustalila v Ilirski Bistrici in rodila tri otroke.
Na Jesenicah je v letih 1931 – 1941 obiskovala osnovno in meščansko šolo. Nadaljnje šolanje je prekinila vojna, tako kot tudi njene športne aktivnosti, čeprav je v smučanju dosegala vidne rezultate. 

## Delo
Zaradi vojne se je morala zaposliti, in sicer je opravljala delo pomožne računovodkinje. V začetku 1945 leta je odšla v Beljak, kjer je bila pisarniška pomočnica skoraj dve leti. Sledila je vrnitev v Jesenice, kjer je bila zaposlena kot urednica na železniški sekciji. 
Z delom v knjižnici je pričela leta 1955, ko je bila za štiri leta dodeljena na Pivko v Kulturno društvo Svoboda z nalogo, da uredi tamkajšnjo knjižnico. Glede na izkušnje, ki si jih je tam pridobila, so jo kot napredno kulturno delavko leta 1959 povabili v Ilirsko Bistrico. Leta 1961 pa so jo imenovali za upravnico knjižnice. Žbogarjeva je bila dolgoletna ravnateljica knjižnice v Ilirski Bistrici. Že leta 1963 se je začela ukvarjati s preučevanjem sistema UDK. Takrat je bila to skoraj revolucionarna novost, saj so bile tako strokovno urejene le največje knjižnice v Sloveniji. V posodobitev delovanja knjižnice je vložila ogromno dela. S pomočjo ljudi iz občinske uprave, sodelavci in njenim delom je knjižničarstvo v Ilirski Bistrici prišlo na visok nivo. Knjižnica je postala in ostala pravo kulturno središče, kjer so nastajale nove podobe in se spletale organizacijske niti mnogih kulturnih prireditev in kulturnih manifestacij.
Žbogarjeva, ki je v bistriški kulturi pustila neizbrisan pečat, se je leta 1986 upokojila, vendar ostaja aktivna na mnogih področjih.  Je aktivna članica Društva upokojencev in članica skupine za samopomoč starejšim ljudem. Združenje za socialno gerontologijo in gerontogogiko Slovenije, ji je za to dejavnost leta 2003 v Mengšu podelilo priznanje. 
Prirejala je slikarske razstave ter bila pobudnica mnogih literarnih večerov. Žbogarjeva je ljubiteljica likovne umetnosti. Ob bogati zbirki grafik, predvsem Božidarja Jakca je tudi lastnica številnih ekslibrisov. V svoji zbirki ima kar sto primerkov slovenskih avtorjev, ter nekaj teh drobnih umetnin, ki so delo avtorjev iz različnih evropskih držav.

## Objave, pomembna dela
Ob denarni pomoči Občine Ilirska Bistrica je knjižnica izdala Bibliografijo Bogomila Faturja, pesnika, esejista in prevajalca, premskega rojaka. Zbrala in uredila je pesmi Makse Samsa, ker ji je bila pesnica še posebej pri srcu, saj je bila zaradi bolezni zelo osamljena in nesrečna. Zanjo se je še posebej zavzela, in tako je leta 1964 največ prispevala k izdaji pesničine druge zbirke z naslovom Bleščeče prevare, z nekaj njenimi najlepšimi pesmimi. Po njeni tragični smrti je bila po zaslugi Žbogarjeve na pobudo leta 1985 bistriška knjižnica preimenovana v Knjižnico Makse Samsa.
- Žbogar Darinka. »Katalog razstave ob 120. obletnici čitalnice v Ilirski Bistrici: 1864-1984«
- Žbogar Darinka. »Bogomil Fatur: 1914-1990« Snežnik, št. 12, december 1994, str. 7
- Žbogar Darinka. »Ob 90-letnici pesnice Makse Samsa« Snežnik, št. 11, november 1994, str. 8
- Žbogar Darinka. »Ob obletnici rojstva Bogomila Faturja: 1914-1990« Stopinje, št. 14/15, oktober 2005, str. 142-143

## Priznanja
Prejela je vrsto priznanj, ne samo za delo v knjižničarstvu, temveč tudi za bogato in vsestransko delovanje na ostalih kulturnih področjih. Prva na Primorskem je dobila republiško priznanje. Za svoje delo je prejela bronasto in zlato Gallusovo značko, priznanje Zveze mladine Slovenije in Osnovne šole Dragotina Ketteja za sodelovanje pri svobodnih dejavnostih učencev in za pomoč pri vzgojno-izobraževanjem delu. Društvo bibliotekarjev Slovenije ji je na pobudo Študijske knjižnice Koper ter Narodne in univerzitetne knjižnice Ljubljana leta 1975 podelilo Čopovo diplomo za zasluge pri razvoju bibliotekarstva in strokovni dvig knjižničarstva na Slovenskem. Leta 1979 je prejela Kettejevo nagrado za delo v knjižničarstvu in za njeno bogato in vsestransko sodelovanje na kulturnem področju.